# Krusty
Krusty the Clown, és un mim que forma part la sèrie televisiva "Els Simpson" idolatrat pels nens i admirat per Bart (personatge de la sèrie), el més fanàtic de tots.
És jueu, fill d'un rabí ortodox i germanastre de l'actor Luke Perry. Té una germana, Bàrbara, la novia del seu company, l'actor secundari Mel. Va ser repudiat pel seu pare per ser pallasso. Encara que posseeix un programa a la televisió de Springfield, la seva fama és mundial, arribant a relacionar-se amb artistes famosos i a ser convidat en esdeveniments d'entitat nacional, com l'entrega dels Oscars.
Krusty és un pallasso que, lluny de ser la felicitat i l'alegria personificada, és un home jugador, fumador i bevedor, faldiller, que té una mala relació amb el seu pare, no coneix la seva fila… Reuneix totes les característiques per a ser considerat una mala persona, però precisament aquest caràcter és el que marca la seva identitat com un personatge patèticament real.
Realment la seva meta és guanyar diners aprofitant-se de la seva fama i sense cap mena de prejudici, així amb la venda de productes amb la seva imatge- molts d'ells sense homologació oficial i amb elements perillosos per als nens. Tampoc li preocupa la seva salut mentre guanyi diners venent productes alimentaris que poden arribar a ser tòxics.
És tal el seu desig de protagonisme que no li importa trencar les normes per emetre el seu programa, arribant, fins i tot, a reptar a l'actor secundari Bob quan aquest va amenaçar de fer explotar una bomba atòmica si no deixaven de retransmetre qualsevol cosa per la televisió.
És un home de mitjana edat, encara que a vegades sembla un dels personatges més vells. Sempre té la cara blanca, pel qual si no vol fer de pallasso s'ha de maquillar la cara groga i té tres metxons de cabells de color verd (un a dalt i els altres als dos costats de la cara). Sempre porta sabates grans de pallasso. La seva firma es caracteritza per tenir 3 estrelles de 5 puntes.